# Survivor Series (2007)
Survivor Series (2007) — двадцать первое в истории PPV-шоу Survivor Series, производства американского рестлинг-промоушна World Wrestling Entertainment (WWE). Шоу прошло 18 ноября 2007 года в «Американ Эйрлайнс-арена» в Майами,  Флорида, США и стало первым Survivor Series, проведенным в Майами. В шоу приняли участие рестлеры всех трёх брендов WWE: Raw, SmackDown! и ECW.
Во время шоу прошло семь поединков. Главным событием Survivor Series стал матч Hell in a Cell с участием рестлеров SmackDown, в котором чемпион мира в тяжёлом весе Батиста одержал победу над Гробовщиком. Главным событием бренда Raw стал поединок между Рэнди Ортоном и Шоном Майклзом, а бренда ECW — матч тройная угроза, в котором чемпион ECW СМ Панк одержал победу над Джоном Моррисоном и Мизом. На шоу также прошёл поединок между Великим Кали и Хорнсвогглом, а также традиционный командный матч на выбывание, в котором команда Triple H (Triple H, Джефф Харди, Рей Мистерио и Кейн) победила команду Умаги (Умага, Мистер Кеннеди, Монтел Вонтевиус Портер, Финли и Большой папочка Ви).
Доход от проведения Survivor Series составил 1,2 млн долларов (продажа билетом и показ мероприятия через pay-per-view сервис). Само мероприятие получило смешанные отзывы. DVD с записью шоу десять недель продержалось в чарте Billboard’s Video Sales, достигнув пятого места.

## После шоу
После Survivor Series Рэнди Ортон оказался втянут во вражду с вернувшимся после двухлетнего перерыва Крисом Джерико. Их противостояние вылилось в матч за титул чемпиона WWE на декабрьском шоу Armageddon, в котором победу одержал Ортон. После того, как Батиста сохранил титул чемпиона мира в тяжёлом весе, у него началась вражда с Эджем. Развязка сюжетной линии также состоялась на шоу Armageddon, где прошёл матч «Тройная угроза» с участием также Гробовщика. В матче победу одержал Эдж и стал новым чемпионом. На следующем платном шоу WWE также были запланированы поединок Финли против Великого Кали и матч между единственными оставшимися непобедимыми рестлерами в матче на выживание, Triple H и Джеффом Харди, за возможность стать претендентом № 1 на титул чемпиона WWE. Survivor Series стал началом вражды между лидерами женских команд — Бет Феникс и Микки Джеймс, которые, в итоге, на шоу Armageddon встретились в поединке за титул чемпиона WWE среди женщин.

## Результаты
| 1                                | СМ Панк (c) победил Джона Моррисона и Миза | Матч «тройная угроза» за титул чемпиона ECW | 07:56 |
| 2                                | Микки Джеймс, Мария, Торри Уилсон, Мишель Маккул и Келли Келли победили Бет Феникс, Джиллиан Холл, Мелину, Викторию и Лейлу                                       | Командный матч 10 Див | 4:41  |
| 3                                | Ленс Кейд и Тревор Мёрдок (с) победили Хардкор Холли и Коди Роудса                                                                                                | Матч за титул командных чемпионов мира | 6:55  |
| 4                                | Команда Triple H (Triple H, Джефф Харди, Рей Мистерио и Кейн) победила команду Умаги (Умага, Мистер Кеннеди, Монтел Вонтевиус Портер, Финли и Большой папочка Ви) | Традиционный командный матч на выбывание | 22:08 |
| 5                                | Великий Кали (с Раджином Синхом) победил Хорнсвоггля (с Мистером Макмэном и Шейном Макмэном) по дисквалификации                                                   | Одиночный поединок | 03:16 |
| 6                                | Рэнди Ортон (c) победил Шона Майклза | Одиночный поединок за титул чемпиона WWE. По условиям матча, Майклзу было запрещено использовать приём Sweet Chin Music, а в случае дисквалификации Ортона тот будет лишён чемпионского титула | 17:48 |
| 7                                | Батиста (c) победил Гробовщика | Матч Hell in a Cell за титул чемпиона мира в тяжёлом весе. | 17:48 |
| (c) — чемпион на момент поединка | | |       |

Матч на выбывание Survivor Series
| Номер выбывания | Рестлер                                   | Команда                                   | Кто выбил                                 | Приём, которым выбили                     | Время                                     |
| --------------- | ----------------------------------------- | ----------------------------------------- | ----------------------------------------- | ----------------------------------------- | ----------------------------------------- |
| 1               | Кейн                                      | Команда Triple H                          | Большой папочка Ви                        | Elbow drop                                | 05:25                                     |
| 2               | Рей Мистерио                              | Команда Triple H                          | Умага                                     | Самоанское копьё                          | 09:14                                     |
| 3               | MVP                                       | Команда Умаги                             | Джефф Харди                               | Поворот судьбы                            | 12:49                                     |
| 4               | Мистер Кеннеди                            | Команда Умаги                             | Triple H                                  | Elbow drop от Большого Папочки Ви         | 14:20                                     |
| 5               | Большой Папочка Ви                        | Команда Умаги                             | Triple H                                  | Двойное DDT с Джеффом Харди               | 15:24                                     |
| 6               | Финли                                     | Команда Умаги                             | Triple H                                  | Педигри                                   | 21:14                                     |
| 7               | Умага                                     | Команда Умаги                             | Джефф Харди                               | Бомба лебедя                              | 22:08                                     |
| Оставшиеся:     | Triple H и Джефф Харди (Команда Triple H) | Triple H и Джефф Харди (Команда Triple H) | Triple H и Джефф Харди (Команда Triple H) | Triple H и Джефф Харди (Команда Triple H) | Triple H и Джефф Харди (Команда Triple H) |